# Alexandr Vinokurov
Alexandr Nikolajevič Vinokurov (rusky Александр Николаевич Винокуров) (* 16. září 1973 Petropavlovsk, Kazachstán) je kazašský cyklista, olympijský vítěz v silniční cyklistice z Letních olympijských her 2012 v Londýně.
Svoji profesionální kariéru zahájil v roce 1997 v týmu Casino - C'est votre équipe. V roce 2000 přestoupil do Team Deutsche Telekom, kde pomáhal Janu Ullrichovi. V téže roce byl 15. na Tour de France a cyklistickou veřejnost si získal svojí dravou jízdou a touhou po vítězstvích. Největšího úspěchu dosáhl na Staré dámě v roce 2003 kdy dojel třetí. V roce 2005 skončil pátý. V tomto roce se bezhlavě pouštěl do úniků, které sjížděl jeho vlastní tým. Znechucen odešel do Liberty Seguros - Würth, kde se stal lídrem. Před Tour de France 2006 našli španělští policisté spisy Operace Puerto, kde figurovala jména spousty cyklistů z tohoto týmu. Ředitel týmu byl zatčen a tým se začal rozpadat. On sám měl být jedním z favoritů tohoto závodu a v Kazachstánu to dobře věděli. Největší kazašské firmy koupily stáj Liberty Seguros a pojmenovaly ji po kazašském hlavním městě Astana. UCI ovšem start stáji na Tour de France nedovolila. Na Vuelta a España startovat mohl a dosáhl zde svého životního úspěchu, vyhrál. Po sezóně tým posiloval, koupil německé jezdce Andrease Ködena a Mathiase Kesslera, Itala Paola Savoldeliho a sjednotili kazašské jezdce pod jednu stáj. S takovouto sestavou si dali cíl: vyhrát Tour de France s ním v čele.

## Dopingový skandál
24. července 2007 byl obviněn z dopingu na právě probíhající Tour de France 2007 a ještě téhož dne byl ze závodu odvolán a vyhozen z týmu Astana, jenž následně na přání organizátorů závodu ze závodu odstoupil. Před začátkem závodu patřil k největším favoritům na celkový triumf, měl v 5. etapě ošklivý pád, z něhož se jen těžko vzpamatovával, jeho výsledky v následných etapách tím byly poznamenány. Poté ale ve 13. etapě, časovce jednotlivců, překvapivě deklasoval zbytek startovního pole. Při dopingové kontrole provedené právě po této etapě však bylo zjištěno, že přijal krev jiného člověka, čímž se dopustil podvodu - pomohl si zakázanou krevní transfuzí. Po oznámení ročního trestu v prosinci téhož roku oznámil ukončení kariéry.

## Týmy
- 1997 – Casino - C'est votre équipe
- 1998 – Casino - C'est votre équipe
- 1999 – Casino - C'est votre équipe
- 2000 – Team Deutsche Telekom
- 2001 – Team Deutsche Telekom
- 2002 – Team Deutsche Telekom
- 2003 – Team Telekom
- 2004 – T-Mobile Team
- 2005 – T-Mobile Team
- 2006 – Liberty Seguros - Würth
- 2006 – Astana - Würth
- 2007 – Astana

## Umístění na Grand Tours
| Tours           | účasti | 1998 | 1999 | 2000 | 2001 | 2002 | 2003 | 2004 | 2005 | 2006 | 2007 |
| --------------- | ------ | ---- | ---- | ---- | ---- | ---- | ---- | ---- | ---- | ---- | ---- |
| Giro d'Italia   | 1      |      |      | 29   |      |      |      |      |      |      |      |
| Tour de France  | 6      |      | 35   | 15   | 16   |      | 3    |      | 5    |      | -    |
| Vuelta a España | 4      |      |      | 28   |      | -    |      | -    |      | 1    |      |